# Kista (kulle i Antarktis)
Kista är en kulle i Antarktis. Den ligger i Östantarktis. Norge gör anspråk på området. Toppen på Kista är 251 meter över havet.
Terrängen runt Kista är kuperad åt nordost, men åt sydväst är den platt. Havet är nära Kista åt nordväst. Trakten är obefolkad. Det finns inga samhällen i närheten. 